# Dendronephthya clavata
Dendronephthya clavata är en korallart som beskrevs av Kükenthal 1905. Dendronephthya clavata ingår i släktet Dendronephthya och familjen Nephtheidae. Inga underarter finns listade i Catalogue of Life.